# Yana Zhdanova
Iana (Yana) Zhdanova (en ucraïnès Яна Жданова; Makíivka, 28 de febrer de 1988) és una feminista i activista social ucraïnesa que des dels anys 2000 és una membre destacada del grup de protesta feminista radical Femen. El moviment es va fer conegut per organitzar protestes polèmiques amb els pits destapats contra la desigualtat entre homes i dones, la prostitució, la indústria del sexe, la dictadura, l'homofòbia i altres qüestions polítiques i socials.

## Vida primerenca
Zhdanova va néixer a Makiivka, llavors part de la República Socialista Soviètica d'Ucraïna. Després d'assistir a escoles a Makiivka i Donetsk, va assistir a la Universitat Nacional de Cultura i Arts de Kíev. L'any 2009 va obtenir el batxiller i el 2010 es va llicenciar en Història de la Cultura. Del 2009 al 2012, va treballar com a ballarina en petits teatres i discoteques de Kíev, i també es dedicà a l'art, la literatura i l'arquitectura, com a ocupacions rellevants en la seva vida.

## Activisme
El 2008, Zhdanova treballava com a corresponsal del diari nacional ucraïnès Life. En aquell moment, va començar a participar en l'activisme feminista amb Alexandra Xevtxenko. La primera protesta pública de Zhdanova amb Femen va tenir lloc el 22 de març de 2009 contra l'escriptor ucraïnès Oles Buzina, a causa del conflicte d'opinió sobre la seva publicació de llibres de 2009 a la categoria de ficció. L'autor afirmava en aquest llibre que el lloc real de les dones era en un harem, com en els vells temps.

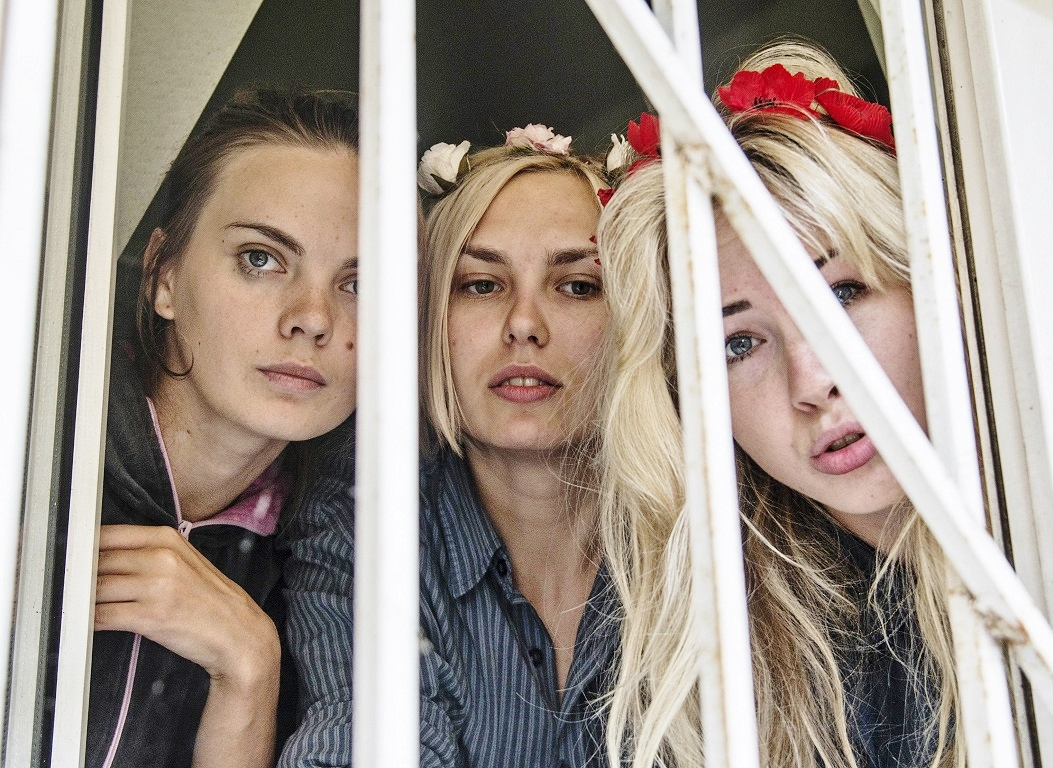
Zhdanova (centre) amb Oksana Shachko (esquerra) i Sasha Shevchenko al Palau de Justícia de Kíev el 28 de juliol de 2013.

El 23 de maig de 2009, Zhdanova, juntament amb Alexandra (Sasha) Shevchenko, Oksana Shachko i Inna Shevchenko, van participar en una protesta a Kíev amb el lema "Ucraïna no és un bordell" perquè, segons la seva percepció, un nombre creixent de dones joves ucraïneses estaven guanyant diners amb el turisme sexual i la prostitució.
El 8 de març de 2012, va participar en una protesta a Istanbul, Turquia, durant el Dia Internacional de la Dona amb el lema "Atura la violència domèstica". Després de ser detinguda per la policia turca, l'endemà va ser expulsada del país.
El març de 2012, va protestar a Kíev a la part superior de l'edifici d'oficines del fiscal general d'Ucraïna pel cas Makar que va obtenir una àmplia cobertura mediàtica massiva dins i fora d'Ucraïna: tres joves ucraïnesos que havien violat, estrangulat, incendiat i abandonat a  Makar de 18 anys, i els sospitosos van ser alliberats per la policia, esperant el seu judici. El lema de la protesta fou "Oksana encara viu".
L'abril de 2012, va participar en una acció pujant al campanar de la catedral de Santa Sofia de Kíev i fent toc de campanes, com a protesta contra un projecte de llei que prohibia l'avortament. L'eslògan era "Deix a llum, [no és] per a tu".
L'1 de juliol de 2012, va protestar davant de l'Estadi Olímpic de Kíev contra l'arribada del president bielorús Alexander Lukashenko amb el lema "Respecte, KGB, UEFA".
L'abril de 2013, va participar en una protesta davant de la mesquita de Kíev per Amina Tyler amb el lema "Amina lliure". Tyler, una jove tunisiana, havia estat arrestada després de pintar "FEMEN" a la paret d'un cementiri de Kairouan en una protesta contra Ansar al-Xaria i de publicar una fotografia en línia d'ella mateixa nua de cintura cap amunt. Al mateix temps, un imam va emetre una fatwa contra ella per ser apedregada.
El 18 de juny de 2013, va protestar a Kíev contra la visita d'Alexandre Lukaixenko, a causa de l'autodenominat estil autoritari de govern de Lukaixenko a Bielorússia, fins i tot es va referir a si mateix com el "últim dictador" d'Europa. El lema de la protesta de Femen va ser "Stop Dictator".

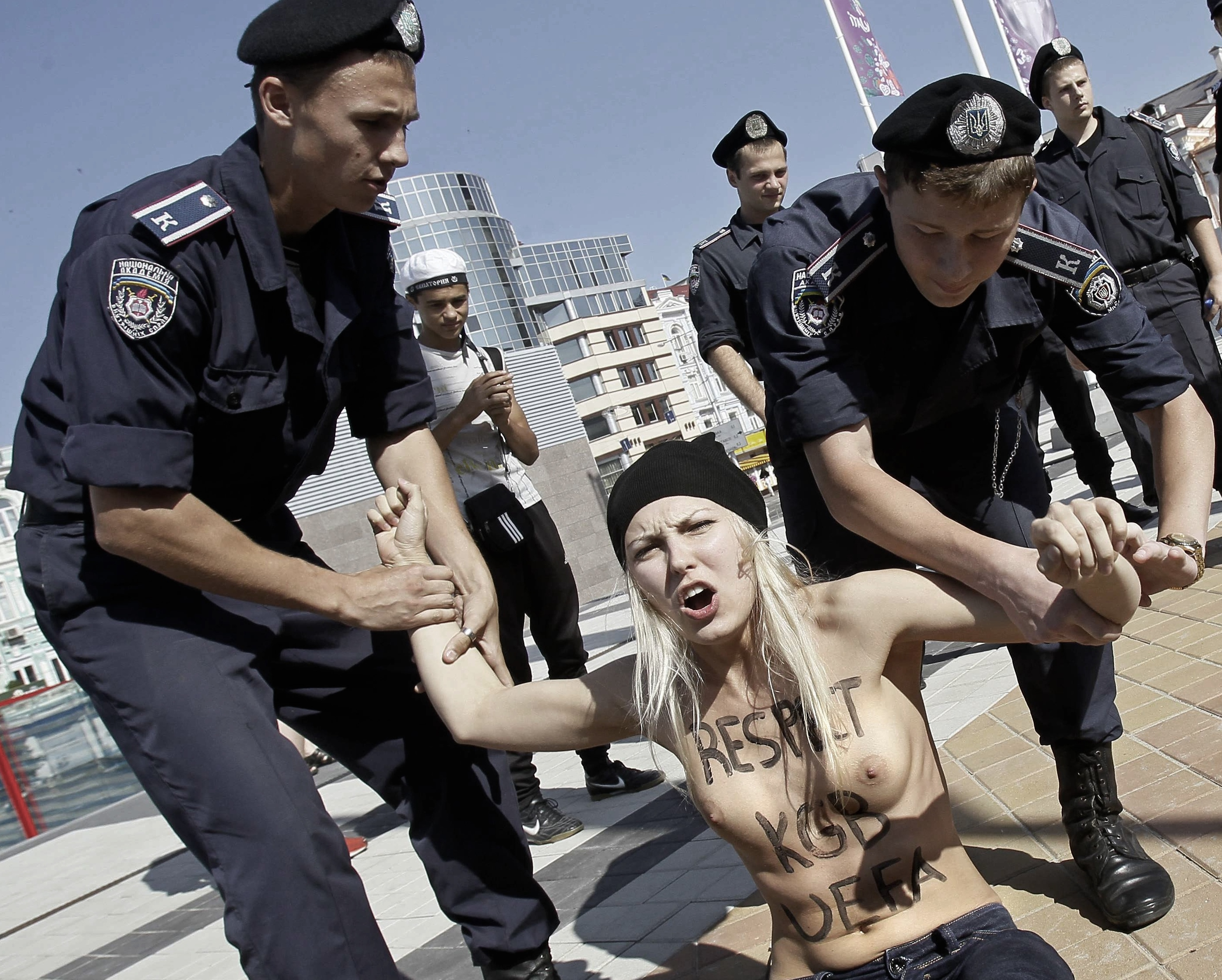
Zhdanova protestant contra Lukaixenko a Kíev l'1 de juliol de 2012.

El 27 de juliol de 2013, Zhdanova juntament amb Sasha Xevtxenko, Oksana Shachko i el fotògraf Dmitry Kostyukov van ser arrestats a Kíev abans d'iniciar la seva protesta contra el 1025è aniversari del cristianisme ortodox a Kíev. El grup va ser mantingut a la presó durant un dia i multat. Femen va afirmar que les activistes de l'organització vav ser agredides i acusades injustament.
Les activistes de Femen van decidir tancar la seva oficina a Kíev, però el 27 d'agost de 2013, la policia ucraïnesa es va presentar a l'oficina, va presentar una pistola i una granada que la policia va dir que hi havia amagat pel grup Femen, i va arrestar Zhdanova, S. Xevtxenko i Anna Hutsol. Van ser alliberades el 29 d'agost, amb l'obligació de tornar a la comissaria dos dies després. Durant aquests dos dies de llibertat, Yana Zhdanova, Sasha Xevtxenko i Oksana Shachko van decidir marxar d'Ucraïna i anar a França demanant asil com a refugiades polítiques. Van arribar a París el 30 d'agost de 2013.
El 26 de setembre de 2013, Zhdanova va protestar al podi durant una desfilada de moda de Nina Ricci a París contra la indústria de la moda. Els eslògans eren "Model, no vagis al bordell" i "Dicterror de moda".
L'1 de desembre de 2013, va participar en una protesta davant de l'ambaixada d'Ucraïna a París orinant en retrats fotogràfics de Víctor Ianukóvitx, president d'Ucraïna fins al febrer de 2014, per la seva política respecte a altres partits polítics ucraïnesos. L'eslògan era "Ianukóvitx piss off".
El 21 de desembre de 2013, va protestar davant del Parlament Europeu a Brussel·les contra Putin que es trobava a Brussel·les per a la cimera entre la Unió Europea i Rússia. El lema era "Putin és l'assassí de la democràcia".
El 25 de febrer de 2014, va participar en una protesta a la plaça del Trocadero de París contra la política de Iúlia Timoixenko, exprimera ministra ucraïnesa. El lema era "La nova titella de Putin".
El 12 de setembre de 2014, va protestar davant d'un portahelicòpters tipus Mistral al port de Saint-Nazaire, França, que estava a punt de ser lliurat a Rússia. L'eslògan era "A la merda Putin! No hi ha Mistrals per a tu!".
El 6 d'octubre de 2014, va pujar al terrat del cabaret Moulin Rouge de París celebrant el seu 125è aniversari per protestar contra la imatge que els cabarets donen del cos de les dones. El lema era "El vermell és el color de la revolució".

## Refugiada política
El 12 de febrer de 2014, el govern francès va concedir asil a Yana Zdhanova com a refugiada política. Excepte l'activisme juntament amb altres membres del grup Femen, també ha protestat en solitari en nom dels mateixos principis per a la igualtat entre homes i dones.
El 24 de maig de 2012, va agafar el trofeu de l'Eurocopa de futbol 2012 a la ciutat ucraïnesa de Lviv abans de ser arrestada pels guàrdies. L'eslògan de l'acció era "Fuck Euro" i la protesta era contra un esdeveniment esportiu que s'esdevindria el mes següent, i el moviment Femen va declarar que es convertiria en causa de turisme sexual. Zhdanova va ser empresonada durant 5 dies a Kíev.

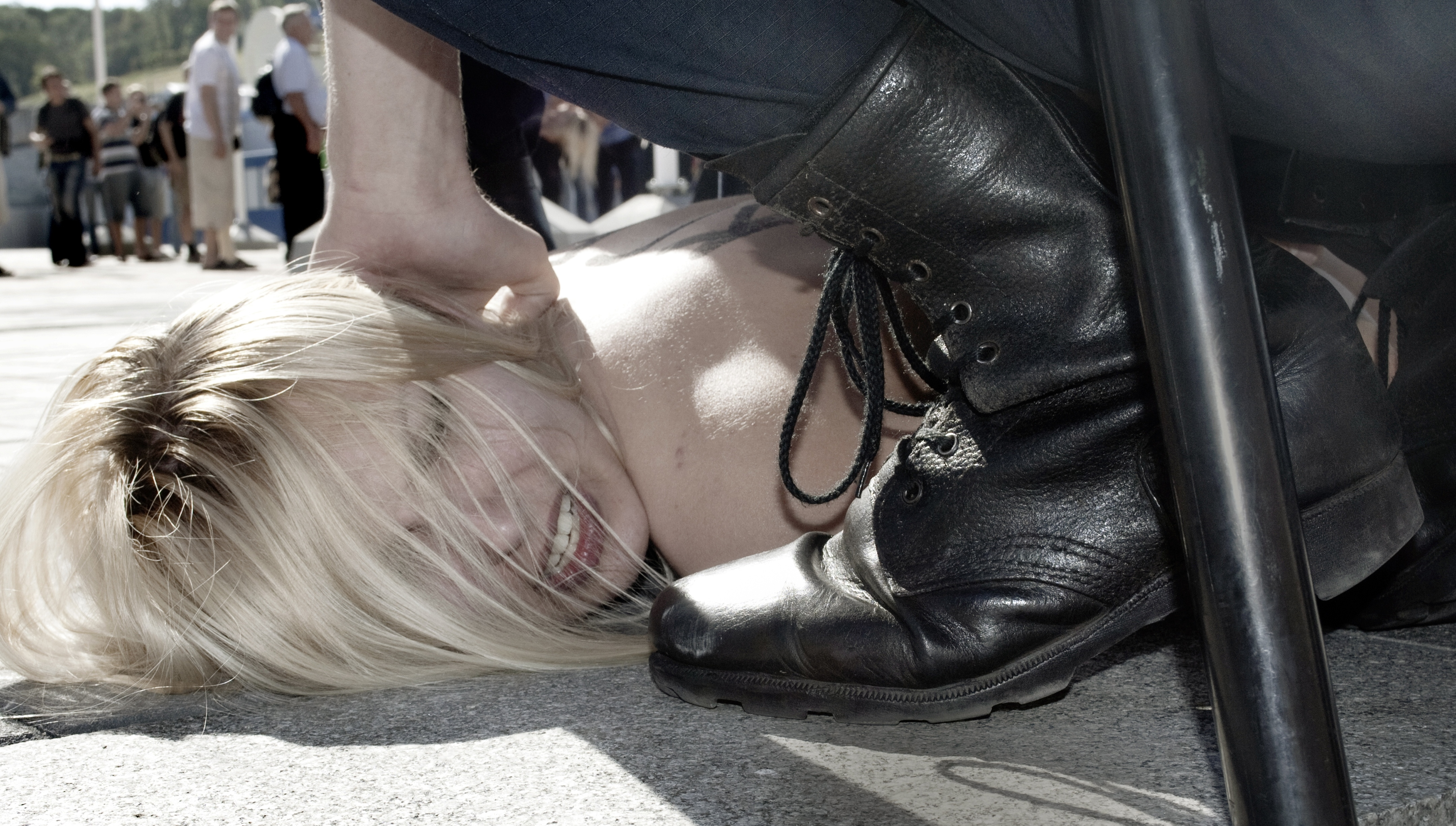
Zhdanova a la plaça Olympiyskaïa de Kíev l'1 de juliol de 2012.

El 26 de juliol de 2012, va atacar a l'aeroport de Boryspil, Kíev, el patriarca Kirill de Moscou i tota Rússia, que acabava d'arribar per a una commemoració religiosa. L'eslògan era "Mata a Kirill" contra l'activitat de l'Església Ortodoxa Oriental implicada en la política. Va ser detinguda i va passar 15 dies a la presó. Es va subratllar que "protestar contra gent poderosa no era res nou, però enfrontar-s'hi físicament va ser: <Kill Kirill> de Zhdanova va ser el primer assalt sextremista de FEMEN a un home poderós".
El 7 de juny de 2013, va protestar prop de l'ambaixada russa a Kíev creant una coreografia com a caricatura sobre la vida privada de Putin.
El 29 de novembre de 2013, va protestar a Vílnius, capital de Lituània, durant la cimera sobre la cooperació entre la Unió Europea i sis països més, antics membres de la Unió Soviètica. El president d'Ucraïna, Víctor Ianukóvitx, va ser l'únic dels sis líders que no va signar el tractat de cooperació. El lema de la protesta era "Ucraïna a la UE". Va ser detinguda i mantinguda un dia a la presó.
El 5 de juny de 2014, va destruir l'estàtua de cera de Putin al museu Grevin de París com a protesta per l'arribada del president de Rússia el mateix dia a París. L'eslògan era "Mata Putin". El museu va demandar a Zhdanova a través d'un procediment judicial que es convertiria per a ella en un mitjà per lluitar contra la llei d'exhibició sexual.
El 25 de desembre de 2014 va treure del pessebre l'estàtua del nen Jesús a la plaça de la basílica de Sant Pere de la Ciutat del Vaticà amb el lema "Déu és dona". El Vaticà tenia l'opció de jutjar Zhdanova en un tribunal del Vaticà o fer-la expulsar per ser jutjada en un tribunal italià, però es va decidir no fer cap de les dues coses. Va passar tres dies i dues nits a la presó del Vaticà abans de ser expulsada.
El 17 de febrer de 2015, va protestar a Budapest contra la visita de Putin a Hongria. El lema era "Putin torna a casa".

## La jurisprudència Zhdanova i la llei sobre l'exhibició sexual
La conseqüència de l'assalt de Zhdanova a l'estàtua de cera de Putin al museu Grevin de París el 5 de juny de 2014 va ser que va ser condemnada el 15 d'octubre de 2014 a una multa de 1.500 euros per destrucció i exhibició sexual així com 3.000 € per prejudici material i 1.000 € per moral perjudici a pagar al museu. La defensa va recórrer contra la decisió del Tribunal i el cas es va presentar davant el Tribunal d'Apel·lació el 27 d'octubre i el 17 de novembre de 2016. El 12 de gener de 2017, el Tribunal va declarar Zhdanova no culpable d'exhibició sexual, i va ser condemnada a una multa de 600 € per càrrecs judicials, 3.000 € per l'estàtua i 1.000 € per dany moral a pagar al museu Grévin. No obstant això, el fiscal general de la Cort d'Apel·lació no va acceptar que la defensada fos declarada innocent per exhibició sexual i va recórrer contra la decisió davant el Tribunal de Cassació, el tribunal suprem de totes les causes civils i penals a França per assegurar-se que la llei s'havia aplicat correctament. El 10 de gener de 2018, el Tribunal de Cassació va decidir que exposar els pits nus en llocs públics és realment una exhibició sexual, però sense fer referència al cas de Zhdanova Un nou recurs del fiscal general per condemnar l'activista va ser rebutjat pel Tribunal de Cassació el 26 de febrer de 2020, afirmant que exposar els pits nus en llocs públics és exhibició sexual, no obstant això, condemnar Zhdanova per exhibició sexual en aquest cas particular seria ser una ingerència desproporcionada en el seu dret a la llibertat d'expressió i d'expressió, donat el seu objectiu d'actuació estrictament política. Aquesta decisió final del Tribunal de Cassació constituí la jurisprudència Zhdanova a França.

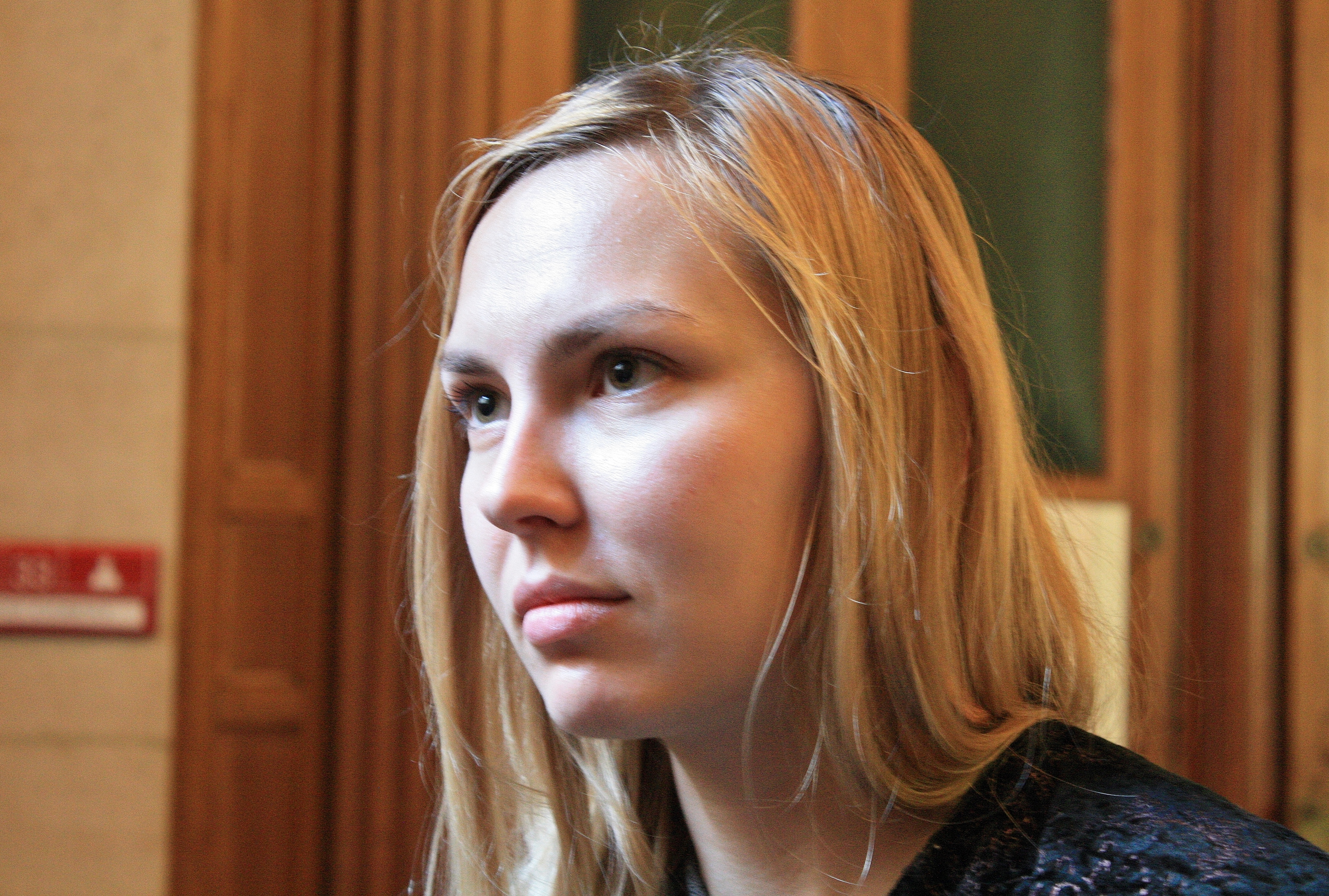
Zhdanova al Tribunal d'Apel·lació de París el 27 d'octubre de 2016.

La causa feminista addicional de Zhdanova és abolir la llei sobre l'exhibició sexual. L'article 222-32 del Codi Penal francès estableix que mostrar un cos mig nu o nu en públic és un delicte perquè és un acte deliberat d'exhibició sexual. Marie Dosé, l'advocada de Zhdanova en aquest cas, assenyala que aquesta llei no té cap fonament perquè si un pit femení nu durant una manifestació política és un acte d'exhibició sexual, llavors un pit nu masculí en un cas similar s'hauria de considerar el de la mateixa manera, seguint el principi d'igualtat entre homes i dones. A més, el propòsit d'un pit nu per a l'activisme de Zhdanova, com va declarar, no és provocar sexualment el públic sinó cridar l'atenció pública sobre els problemes polítics i socials. La sentència del Tribunal d'Apel·lació del 12 de gener de 2017 és la primera decisió a França pel que fa a apel·lació que va declarar no culpable una persona, en aquest cas Zhdanova, ja condemnada per exhibició sexual.
La jurisprudència s'aplica actualment. El 12 de març de 2021, amb motiu de la cerimònia dels Césars (els Oscars francesos) a París, l'actriu francesa Corinne Masiero es va treure tota la roba a l'escenari, amb el lema "Sense cultura, no hi ha futur" escrit als seus pits, per protestar per la situació extremadament difícil dels artistes durant el confinament de la pandèmia de la Covid-19. Un grup de nou membres del Parlament francès va demanar al fiscal de la ciutat de París Rémy Heitz que denunciés l'actriu per exhibició sexual. El 22 de març de 2021, el fiscal de París es va negar a demandar l'actriu, declarant que aquest judici seria inapropiat dins les condicions especials que suporten les persones de la cultura, i també aniria en contra de la jurisprudència Zhdanova, número 35/26-2- 2020, segons el qual l'acte de l'actriu formava part del seu dret a la llibertat d'expressió i expressió en un context artístic i polític.

## Associació
Zhdanova és la cofundadora i copresidenta, juntament amb Sasha Shevchenko, de l'associació sense ànim de lucre FEMEN, creada el 7 d'abril de 2016. Els principis de l'associació, segons els seus estatuts, són elevar el nivell de feminisme en la societat actual i contribuir a la igualtat entre dones i homes de manera pràctica. Els documents de l'associació es van presentar a la Prefectura de Policia de París el 2 de maig de 2016 i van ser reconeguts i publicats al Diari Oficial de la República Francesa el 14 de maig de 2016.

## Filmografia
Ukraine Is Not a Bordhel, de 78 minuts de durada, de l'australiana Kitty Green, fou un documental sobre FEMEN a Ucraïna estrenat mundialment el 4 de setembre de 2013 al 70è Festival Internacional de Cinema de Venècia. Del 4 al 7 de setembre de 2013, Zhdanova va ser convidada al 70è Festival Internacional de Cinema de Venècia per a l'estrena mundial de la pel·lícula.